# Eija-Liisa Ahtila
Eija-Liisa Ahtila, née à Hämeenlinna le 6 août 1959, est une artiste multimédia finlandaise vivant et travaillant à Helsinki, en Finlande. 

## Biographie
Les œuvres de cette artiste se présentent sous la forme de narrations, se faisant aussi bien par le texte que par l’image, à l'aide de moyens tels que la vidéo, l'utilisation d'installation multimédia ou encore de photographies. Son œuvre la plus célèbre à ce jour est If 6 was 9, qui date de 1995[réf. nécessaire].
En 1999, l’un de ses films Consolation Service est présenté à la Biennale de Venise.
En 2002, elle participe à la documenta11 à Cassel en Allemagne, avec une installation vidéo intitulée The House.
Une exposition rétrospective lui est consacrée au Jeu de paume à Paris du 22 janvier au 30 mars 2008.

## Œuvres
- Where is where?, 2008, 55 minutes, installation HD, 4 écrans
- Love is a treasure, 2002, 55 minutes, film 35 mm
- The House, 2002, 14 minutes, installation DVD pour 3 projections avec son
- The Wind, 2002, 14 min 20 s, installation DVD pour 3 projections avec son
- The Present, 2001, installation DVD pour 5 moniteurs et 5 spots TV avec son
- Consolation service, 1999, 24 minutes, 35 mm film et DVD pour 2 projections avec son
- Anne, Aki and God, 1998, 30 minutes, installation DVD pour 2 projections et 5 moniteurs TV avec son
- Today, 1996/7, 10 minutes, film 35 mm et installation DVD pour 3 projections avec son
- If 6 was 9, 1995, 10 minutes, film 35 mm et installation DVD pour 3 projections avec son
- Me/We, Okat, Gray, 1993, 3 × approx. 90 s, film 35 mm et installation DVD pour 3 moniteurs TV avec son
- Secret garden, 1994
- Tender trap, 1990
- Nature on things, 1987, 10 minutes